# Universidad Xavier de Luisiana
La Universidad Xavier de Luisiana es una universidad privada, católica y de artes liberales. Fue fundada en 1925 y tiene su sede en Nueva Orleans, Luisiana. 